# 七个孩子
《七个孩子》（日语：／ Nanatsu no ko）是一首流行于日本的儿歌。该歌曲由野口雨情作词，本居长世作曲，与1921年7月发表于《金色的船》（金の船）杂志。另外，本歌曲还是日本北茨城市矶原站的发车音乐。

## 歌词
（该歌词已于1995年因著作权过期进入公有领域）

| 日语原文 -{ なぜ啼くの 烏は山に 可愛い七つの 子があるからよ 可愛 可愛と 烏は啼くの 可愛 可愛と 啼くんだよ 山の古巣へ 行って見て御覧 丸い眼をした いい子だよ }- | 中文 烏鴉啊 為什麼啼叫 因為烏鴉在那高山上 有著七位最可愛的 孩子等著她回家 好可愛呀好可愛 烏鴉如此啼叫著 好可愛呀好可愛 如此啼叫著的呀 到那山中的古巢中 走走看看吧 都是些有著圓圓眼睛的 好孩子們唷 |

## 流行文化
在青山刚昌的动漫作品《名侦探柯南》中，黑暗组织头目的语音信箱号码为#969#6261，其按键音刚好重现了该曲开头的旋律。